# Valsura
Il Valsura (Falschauer in tedesco) è un torrente dell'Alto Adige. Nasce dalle propaggini orientali del gruppo dell'Ortles, nel Parco Nazionale dello Stelvio, forma la Val d'Ultimo bagnando il comune omonimo. Confluisce da destra nell'Adige presso Lana.
Il torrente tra l'altro alimenta la diga formata dal lago di Zoccolo, presso Santa Valburga.